# イギリス国鉄365形電車
365形「ネットワーカー・エクスプレス」（英語: Class 365 Networker Express）はイギリスの電車である。ネットワーカーファミリーの一員として、イギリス国鉄最末期の1994年から1995年にかけてABBのヨーク工場で製造された。

## 背景
1990年代前半、国鉄のうちロンドンを中心としたイングランド南東部を担当していたネットワーク・サウスイーストでは、ネットワーカーファミリーの車両の導入が進んでおり、直流電化区間用としては465形・466形「ネットワーカー」が、非電化区間用としては165形・166形「ネットワーカー・ターボ」が実用化されていた。さらなる派生型の開発も行われており、このうち371形・381形「ユニバーサル・ネットワーカー」は交直両用電車であった。しかし、予算不足により開発は進まず、1992年には代わりの車両が必要となったため、465形1本を改造して試験を行ったうえで、4両編成の交直両用電車41本の調達が決定された。

## 仕様
365形は交直両用電車とされているものの、交流電化（25000 V　架空電車線方式）区間と直流電化（750 V　第三軌条方式）区間を直通する運用についたことはなく、集電装置も基本的にパンタグラフと集電靴のどちらかしか装備していない。
365501編成から365516編成までの16本はロンドン南側の直流電化区間向けとして製造され、集電靴のみを装着していた。これに対し、365517編成から365541編成までの25本は当初から交流電化区間のグレート・ノーザン・ルートで使用されており、これらはパンタグラフのみを備えていた。
2004年には前者全てがグレート・ノーザン・ルートへ転属したが、この際パンタグラフの設置と同時に集電靴が取り外されている。この工事はボンバルディア・トランスポーテーションによってドンカスター工場で行われた。なお、この他にも365502編成が落成後の試験と2002年から2003年にかけての短期貸出で交流電化区間を走行している。
最高速度は集電靴使用時には90 mph (145 km/h)、パンタグラフ使用時には100 mph (161 km/h)である。
交流電化区間での走行時においても、集電された電気は一旦直流に変換された後、三相交流誘導電動機を駆動するため交流に逆変換される。
編成中の機器構成は以下の通り。
- DMOC A - 主電動機、インバータ、砂撒き装置
- TOSL - コンプレッサー、整流器、ユニバーサルアクセストイレ
- PTOSL - パンタグラフ、変圧器、整流器、トイレ
- DMOC B - 主電動機、インバータ、砂撒き装置

ブレーキ方式はディスクブレーキに加え発電ブレーキが採用されている。また、ネットワーカーファミリーの共通仕様として、空転防止装置がすべての車軸に取り付けられている。
車内設備としては、LED式の車内案内表示装置が取り付けられているほか、自動放送装置も備えられている。
前面デザインは当初465形・466形同様のものであったが、乗務員室への空調設置のため変更された。

## 所有
365形は国鉄の他の車両と異なり、国鉄が所有権を持たず、リースによって使用していた。
ほどなくして行われた国鉄民営化では、車両リース会社のエバーショルト・レール・グループが国鉄の代わりに365形を借り、列車運行会社に又貸しするという方法がとられることになった。
しかし、2019年8月には当初のリース契約の条文に基づき国有化されることになり、以降は運輸省が子会社を通して所有している。

## 運用

### サウスイースタン

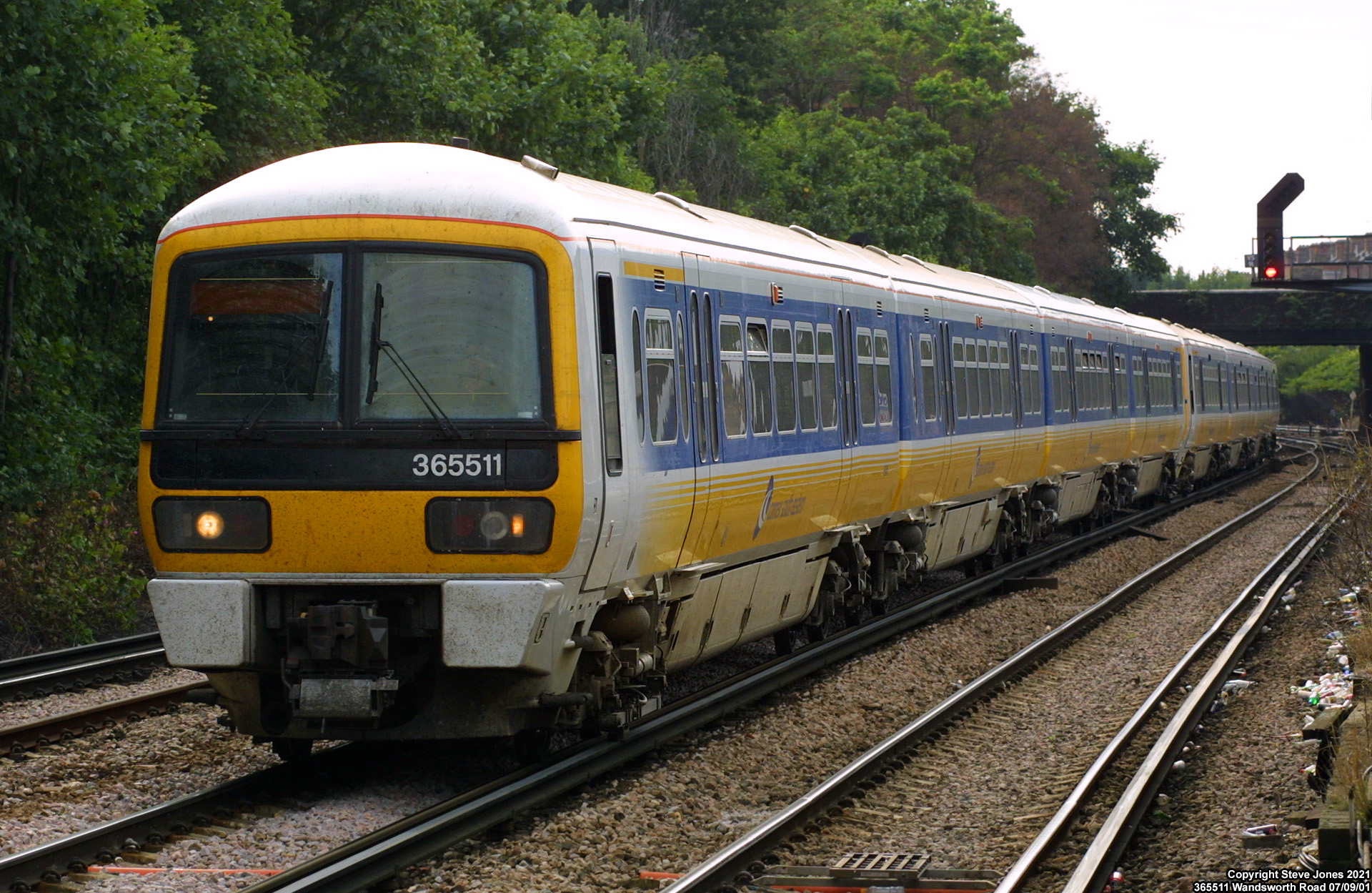
コネックス・サウス・イースタン

365501編成から365516編成までの16本はロンドンから南東方向に伸びる直流電化路線向けとして製造された。1本目は1994年11月に納入され、1995年6月15日に試験を開始、民営化によってコネックス・サウス・イースタンが営業を開始した1996年10月13日に初めて営業運転を行ったが、安全性の証明が遅れたため本格的な運用入りは1997年6月16日となった。
2002年8月から2003年1月まで、ポッターズ・バー脱線事故による車両不足を補うため、365502編成がウェスト・アングリア・グレート・ノーザンへ貸し出された。
列車運行会社の交代により、2003年11月にサウス・イースタン・トレインズに転属した。
2004年には、すべての編成がウェスト・アングリア・グレート・ノーザンに転属した。

### グレート・ノーザン・ルート

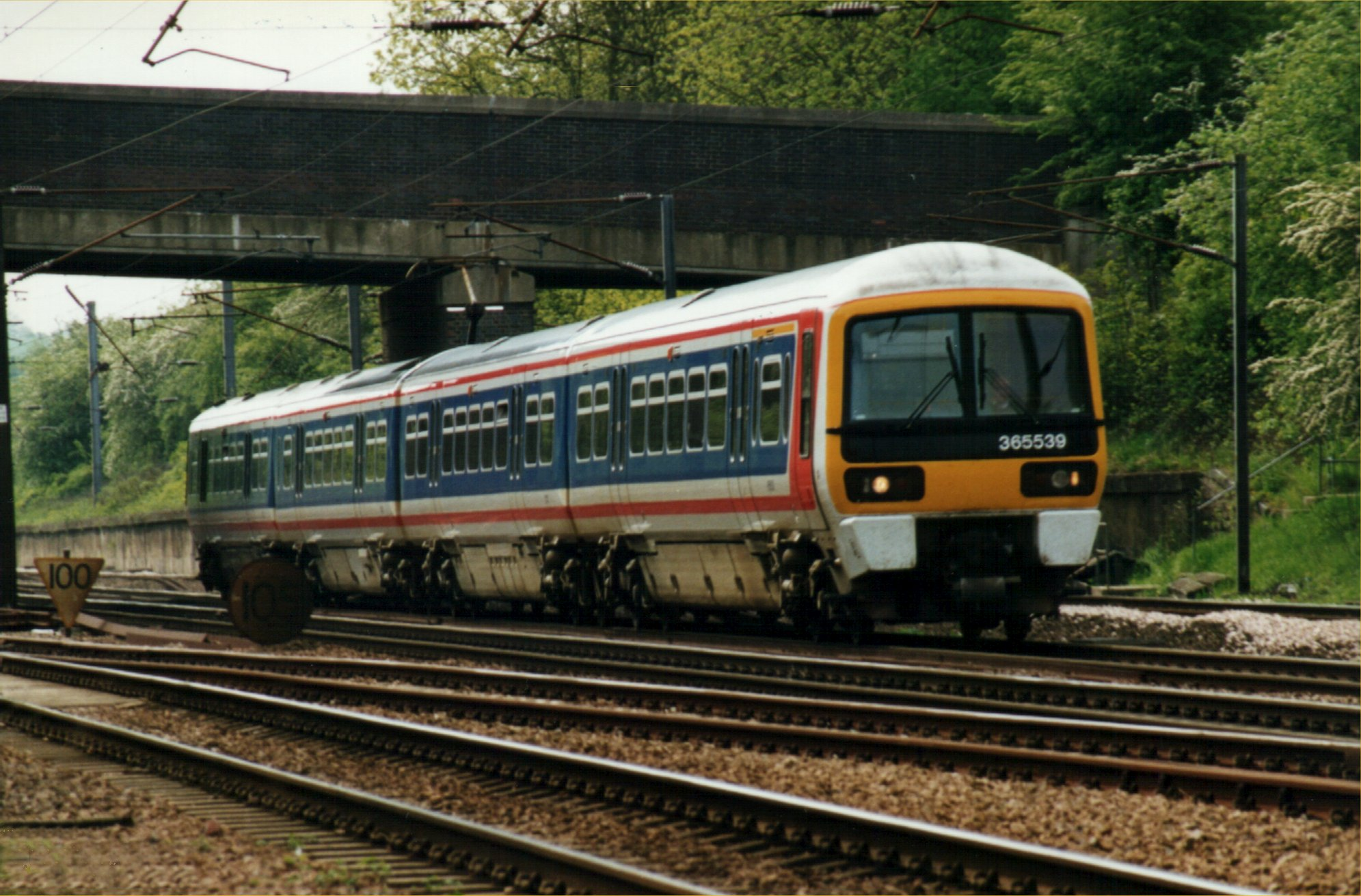
ネットワーク・サウスイースト

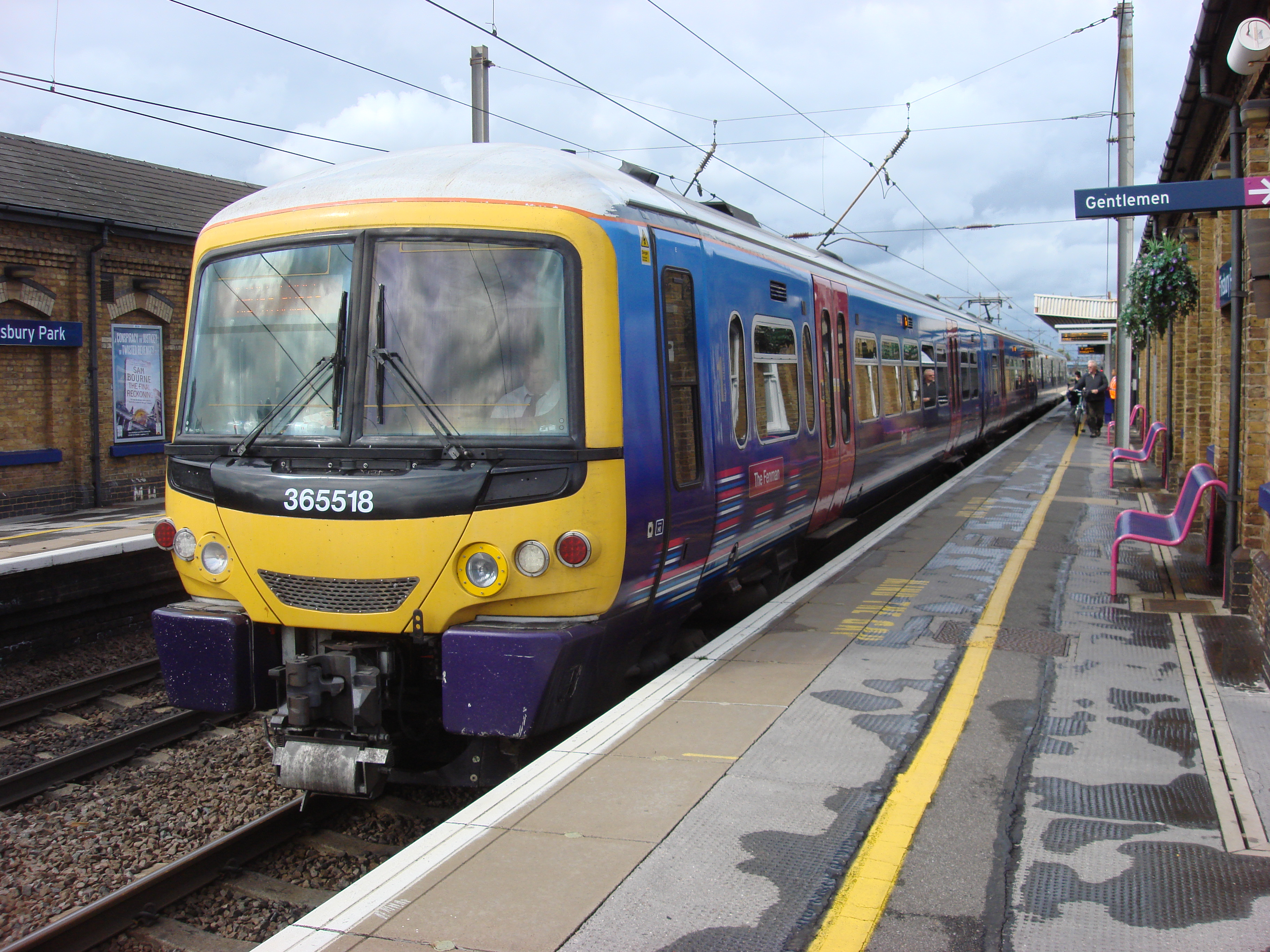
ファースト・キャピタル・コネクト

365517編成から365541編成までの25本はキングス・クロス駅を起点にピーターバラやキングズ・リンまでを結ぶ交流電化のグレート・ノーザン・ルート向けとして製造された。
1996年12月9日に国鉄ネットワーク・サウスイースト部門の下で営業運転を開始、1997年1月の民営化ではウェスト・アングリア・グレート・ノーザンに引き継がれ、1998年7月に全編成が出揃った。
乗務員室への空調設置に伴い、2001年から2002年にかけて前面形状の変更が行われた。
2002年5月、365526編成がポッターズ・バー脱線事故を起こし、廃車された。これを受け、2002年8月から2003年1月まで、コネックス・サウス・イースタンから365502編成が貸し出された。
2004年には、317形をテムズリンクに転属させるため、サウス・イースタン・トレインズから365501編成から365516編成までの16本が転入した。
列車運行会社の交代に伴い、残存していた365形全40本は2006年4月にファースト・キャピタル・コネクトに転属した。
2014年1月にはボンバルディア・トランスポーテーションによる改装工事を受けた編成が営業運転を開始した。
同年9月、列車運行会社の交代によりゴヴィア・テムズリンク・レールウェイ（「グレート・ノーザン」ブランド）に転属した。
387形および700形の導入により、365形は2017年にオフピーク時の運用から撤退した。ゴヴィア・テムズリンク・レールウェイはピーク時向けとして21本を維持し、保留車となった19本はイーリーで保管された。2018年6月には後者のうち10本がアベリオ・スコットレールに転属した。残る9本はノーサンプトンのキングズ・ヒース車両基地を経て、同年9月にクルーへと移動した。なお、2016年時点の計画では21本がグレート・ウェスタン・レールウェイに転属することになっていたが、これは387形が新造されることになり中止された。
2021年5月15日、365形はゴヴィア・テムズリンク・レールウェイでの運用を終えた。

### スコットレール
スコットランドで列車を運行するアベリオ・スコットレールでは、2018年4月から1年間、385形の導入遅れによる車両不足を解消するため、10本の365形（365509、513、517、519、521、523、525、529、533、537編成）が借り入れられた。これらは2018年6月23日に営業運転を開始し、2019年4月の運用終了後は他の365形同様レール・オペレーションズ・グループによってクルーで保管されている。

## 愛称
コネックス・サウス・イースタンは以下の編成に愛称を与えた。これらの愛称はのちに解除されている。
- 365505 : Spirit of Ramsgate
- 365515 : Spirit of Dover

また、ファースト・キャピタル・コネクトは以下の編成に愛称を与えた。これらの編成には乗務員室扉の後方にピンク地に愛称を記したステッカーが貼り付けられた。ほとんどの編成においてグレート・ノーザン塗装への変更時に愛称が解除されたが、一部については背景色を明るい青色に変更したうえで再掲示されている。
- 365506 : The Royston Express[49]
- 365513 : Hornsey Depot（英語版）
- 365514 : Captain George Vancouver
- 365517 : Supporting Red Balloon
- 365518 : The Fenman
- 365519 : Peterborough - Environment City[50]
- 365521 : Steven
- 365527 : Passengers' Champion
- 365530 : The Interlink Partnership
- 365531 : Nelson's County - Norfolk[51]
- 365533 : Max Appeal
- 365536 : Rufus Barnes – Chief Executive of London TravelWatch（英語版） for 25 years[52]
- 365537 : Daniel Edwards – Cambridge Driver 1974–2010